# سروش خلیلی
سروش خلیلی (۲۵ اسفند ۱۳۱۵ – ۱ فروردین ۱۳۸۵) بازیگر تئاتر، سینما و تلویزیون ایرانی بود.

## زندگی و فعالیت‌ها
سروش خلیلی در سال ۱۳۱۵ در بندر مرزی آستارا دیده به جهان گشود. وی تحصیلات ابتدائی را در آستارا سپری کرد و در آغاز جوانی به دلیل شغل پدر، به اتفاق خانواده به تهران عزیمت نمود و در همان‌جا تحصیلات متوسطهٔ خود را به پایان رساند.
وی به دلیل علاقهٔ شدید به بازیگری جهت آشنایی با این رشته، در سال ۱۳۲۷ از عبدالحسین نوشین کمک گرفت و پس از آن، اولین نقش خود را در نمایش آرشین مالالان ایفا کرد. پس از آن برای تکمیل اطلاعات خود در کلاس‌های بازیگری صمد صباحی شرکت نمود. او پس از فعالیت در تئاتر گیتی زیر نظر حسین خیرخواه و گذراندن دورهٔ یکسالهٔ بازیگری در تئاتر سعدی، به همراه دوستانش منوچهر قاسمی و کامل حلمی، در سال ۱۳۳۳ گروه هنری اسکار را تأسیس کرد.
خلیلی سپس فعالیت تلویزیونی خود را با اجرای نمایش زنده در تلویزیون «ثابت پاسال» آغاز کرد. وی بعد از فعالیت در گروه تئاتر تلویزیونی هوشنگ منظوری و همکاری با ایستگاه تلویزیونی خصوصی آبادان، به استخدام وزارت فرهنگ و هنر در سال ۱۳۴۴ درآمد.
وی برای تکمیل دانسته‌هایش از دانشکدهٔ هنرهای دراماتیک فارغ‌التحصیل شد و فعالیت سینمایی را با بازی در فیلم یکی بود یکی نبود به کارگردانی رحیم روشنیان در سال ۱۳۳۸ آغاز کرد.
سروش خلیلی پس از مدتی با فاطمهٔ دانش‌زاد یکی از بازیگران بنام سینمای ایران ازدواج نمود تا هر دو بازیگر، زندگی پر از افتخار را در سایه هم سپری کنند.

## درگذشت
سروش خلیلی در اول فروردین ماه ۱۳۸۵ در هنگام نقش‌آفرینی در فیلم «بوی گل‌های وحشی»، به علت ایست قلبی در سن ۶۹ سالگی درگذشت و در قطعه هنرمندان بهشت زهرای تهران به خاک سپرده شد.

## آثار

### سینما
- جایی برای زندگی (۱۳۸۳)
- دربه‌درها (۱۳۸۳)
- مربای شیرین (۱۳۸۰)
- خاکستری (۱۳۷۹)
- دختری به نام تندر (۱۳۷۹)
- طهران روزگار نو (۱۳۷۸)
- دارا و ندار (۱۳۷۸)
- مثلث آبی (۱۳۷۸)
- عشق کافی نیست (۱۳۷۷)
- کمیته مجازات (۱۳۷۷)
- غریبانه (۱۳۷۶)
- سرحد (۱۳۷۵)
- آقای شانس (۱۳۷۳)
- روز واقعه (۱۳۷۳)
- مدرسه پیرمردها (۱۳۷۰)
- وسوسه (۱۳۶۸)
- زرد قناری (۱۳۶۷)
- ترن (۱۳۶۶)
- جمیل (۱۳۶۶)
- خارج از محدوده (۱۳۶۶)
- غریبه (۱۳۶۶)
- مأموریت (۱۳۶۵)
- مردی که موش شد (۱۳۶۴)
- بنفشه‌زار (۱۳۶۲)
- کمال الملک (۱۳۶۲)
- اعدامی (۱۳۵۹)
- دانه‌های گندم (۱۳۵۹)
- گفت هر سه نفرشان (۱۳۵۹)
- دایرهٔ مینا (۱۳۵۳)
- پروفسور نخاله (۱۳۴۵)

### تلویزیون
| سال       | نام                          | سمت          | کارگردان                             | توضیحات |
| --------- | ---------------------------- | ------------ | ------------------------------------ | --- |
| ۱۳۸۴      | بوی گل‌های وحشی               | بازیگر       | حسینعلی لیالستانی                    | در سال ۱۳۸۵ پخش شد. |
| ۱۳۸۴–۱۳۸۳ | پیله‌های پرواز                | بازیگر       | حسین سهیلی‌زاده                       | |
| ۱۳۸۳      | رسم عاشقی                    | بازیگر       | سعید سلطانی                          | |
| ۱۳۸۳      | من یک مستأجرم                | بازیگر       | پریسا بخت‌آور                         | شبکه سوم |
| ۱۳۸۳      | فرار بزرگ                    | بازیگر       | محمدحسین لطیفی                       | کارگردان تلویزیونی: «مسعود فروتن» |
| ۱۳۸۲–۱۳۸۳ | عروس                         | بازیگر       | پویان طایفه                          | شبکه ۲ |
| ۱۳۸۲      | این سه نفر                   | بازیگر       | اصغر توسلی                           | شبکه ۳ |
| ۱۳۸۱      | معصومیت ازدست‌رفته            | بازیگر       | داوود میرباقری                       | |
| ۱۳۸۱      | بدون شرح                     | بازیگر مهمان | مهدی مظلومی                          | شبکه ۳ |
| ۱۳۸۱      | در کنار هم                   | بازیگر مهمان | فتحعلی اویسی                         | شبکه ۱ |
| ۱۳۸۰–۱۳۸۱ | با من بمان                   | بازیگر       | حمید لبخنده                          | شبکه ۳ |
| ۱۳۸۰      | کارآگاه شمسی و دستیارش مادام | بازیگر       | مرضیه برومند                         | شبکه تهران |
| ۱۳۸۰      | تازه چه خبر همسایه؟          | بازیگر       | بهروز بقایی امیر سمواتی              | شبکه دو |
| ۱۳۸۰      | نفس سنگ                      | بازیگر       | احمد بخشی                            | شبکهٔ تهران |
| ۱۳۸۰      | بیابان عشق                   | بازیگر       | هوشنگ هدایتی                         | در برنامه «سیمای خانواده» شبکه ۱ پخش می‌شد. |
| ۱۳۸۰–۱۳۷۹ | غروب بی‌پایان                 | بازیگر       | هوشنگ هدایتی                         | شبکه ۱ |
| ۱۳۸۰–۱۳۷۹ | چای قندپهلو                  | بازیگر       | ناصر هاشمی                           | شبکه ۲ |
| ۱۳۸۰–۱۳۷۹ | چراغ جادو                    | بازیگر       | همایون اسعدیان                       | شبکه ۱ |
| ۱۳۸۰–۱۳۷۹ | نیستان                       | بازیگر       | حسین مختاری                          | شبکه ۳ |
| ۱۳۷۹      | خندان                        | بازیگر       | قاسم جعفری                           | مجموعهٔ ۱۳ قسمتی از تولیدات شبکهٔ جهانی جام‌جم |
| ۱۳۷۹      | داستان‌های نوروز              | بازیگر       | مرضیه برومند                         | شبکه ۱ |
| ۱۳۷۹      | خانه ما                      | بازیگر       | مسعود کرامتی                         | شبکه ۳ |
| ۱۳۷۹      | خانه نیکو                    | بازیگر       | مسعود کرامتی                         | پخش از برنامه کودک و نوجوان شبکه ۲ |
| ۱۳۷۹      | ماجراهای خانهٔ قدیمی          | بازیگر       | اسماعیل میهن‌دوست                     | شبکه ۱ |
| ۱۳۷۹      | آبدارشاه                     | بازیگر       | رحیم رحیمی‌پور                        | شبکه ۲ |
| ؟         | تلخ و شیرین                  | بازیگر       | ابوالفضل امیدیان                     | اواخر دهه هفتاد پخش می‌شد. |
| ؟         | مجموعه تلویزیونی «تئاتر ملل» | بازیگر       | محمد رحمانیان                        | اواخر دهه هفتاد پخش می‌شد. |
| ۱۳۷۸      | پرتوهای نور                  | بازیگر       | سیدمحسن یوسفی                        | |
| ۱۳۷۸      | ورثه آقای نیکبخت             | بازیگر       | مرضیه برومند                         | |
| ۱۳۷۸      | مثل باران                    | بازیگر       | سیدمحسن موسویان                      | |
| ؟         | مرحله دوم                    | بازیگر       | ؟                                    | در نیمه دوم دهه هفتاد، هر روز ظهر، از برنامه «سیمای خانواده» پخش می‌شد.                                                                                             |
| ۱۳۷۷      | هتل                          | بازیگر       | مرضیه برومند                         | |
| ۱۳۷۷      | روزگار جوانی                 | بازیگر مهمان | شاپور قریب اصغر توسلی                | |
| ۱۳۷۷      | سوءتفاهم                     | بازیگر       | رضا سبحانی                           | شبکه ۱ |
| ۱۳۷۷–۱۳۷۶ | پسران عاقل                   | بازیگر مهمان | فریدون حسن‌پور                        | برنامه کودک و نوجوان شبکه ۲ |
| ۱۳۷۶–۱۳۷۵ | تهران ۱۱- ۵۹۵ ج ۴۸           | بازیگر       | مرضیه برومند                         | بازی در اپیزود «تحقیق» و «صاحبخانه» |
| ۱۳۷۵      | شب طویل عشق                  | بازیگر       | حمید صفایی                           | واحد برون‌مرزی تلویزیون |
| ؟         | به من بگو چرا؟               | بازیگر       | علی عسکری                            | در اواسط دهه هفتاد، از برنامه «سیمای مدرسه» پخش می‌شد. |
| ؟         | رؤیای نرگس                   | بازیگر       | مسعود رشیدی                          | اواسط دهه هفتاد از «سیمای خانواده» پخش می‌شد. |
| ؟         | این خانه قشنگ است            | بازیگر       | حسین کامران                          | اواسط دهه هفتاد از «سیمای خانواده» پخش می‌شد. |
| ۱۳۷۵      | ماجراهای خانه شماره ۱۳       | بازیگر       | اسماعیل میهن‌دوست                     | در برنامه «سیمای خانواده» شبکه ۱ پخش می‌شد. |
| ۱۳۷۵      | مدرسه مادربزرگ‌ها             | بازیگر       | غلامرضا رمضانی                       | شبکه تهران |
| ۱۳۷۴–۱۳۷۵ | با اجازه                     | بازیگر       | علی شوقیان                           | شبکه تهران |
| ۱۳۷۴      | جهان وارونه                  | بازیگر       | بهمن زرین‌پور                         | در نوروز ۱۳۷۵ از شبکه ۱ پخش شد. |
| ۱۳۷۴      | مردم‌گریز                     | بازیگر       | عبدالرضا اکبری                       | در برنامه «سیمای خانواده» شبکه ۱ پخش می‌شد. |
| ۱۳۷۴      | زمزمه محبت                   | بازیگر       | عبدالرضا اکبری                       | در برنامه «سیمای خانواده» شبکه ۱ پخش می‌شد. |
| ۱۳۷۴      | عیاران                       | بازیگر       | کاظم بلوچی                           | |
| ۱۳۷۴      | زائر غریب                    | بازیگر       | اکبر صادقی                           | نویسنده: «بهمن زرین‌پور» |
| ۱۳۷۴      | سوءظن                        | بازیگر       | عبدالرضا اکبری                       | در برنامه «سیمای خانواده» شبکه ۱ پخش می‌شد. |
| ۱۳۷۴      | بی‌گناه                       | بازیگر       | حسین کامران                          | در برنامه «سیمای خانواده» شبکه ۱ پخش می‌شد. |
| ۱۳۷۴      | فراری                        | بازیگر       | ناصر محمدی                           | در برنامه «سیمای خانواده» شبکه ۱ پخش می‌شد. |
| ۱۳۷۳      | دوستان خوب                   | بازیگر       | فریدون حسن‌پور                        | شبکه ۲ |
| ۱۳۷۲–۱۳۷۰ | مش خیرالله صندوقچه اسرار     | بازیگر       | داریوش مؤدبیان حسین فردرو            | بازی در اپیزود «شتر و پنبه دانه» |
| ۱۳۷۱      | خاله سارا                    | بازیگر       | فرامرز باصری                         | شبکه ۱ |
| ۱۳۷۰      | شما بگوئید چه کنم؟           | بازیگر       | حسین فردرو                           | آیتمهای نمایشی با مضمون مسائل آموزشی خانواده‌ها که از شبکه ۲ پخش می‌شد.                                                                                              |
| ۱۳۷۰      | امام علی                     | بازیگر       | داوود میرباقری                       | |
| ۱۳۷۰      | وزیرمختار                    | بازیگر       | سعید نیک‌پور                          | |
| ۱۳۷۰–۱۳۶۸ | آینهٔ عبرت (سری دوم)          | بازیگر       | محسن شاه‌محمدی                        | شبکه ۱ |
| ۱۳۶۹      | عطر گل یاس                   | بازیگر       | بهمن زرین‌پور                         | شبکه ۱ |
| ۱۳۶۶      | مرغ حق                       | بازیگر       | حسین مختاری                          | |
| ۱۳۶۶–۱۳۵۸ | هزاردستان                    | بازیگر       | علی حاتمی                            | |
| ۱۳۶۶–۱۳۶۵ | نوروز، کودک                  | بازیگر       | علی‌اصغر میرزایی                      | در نوروز ۱۳۶۶ از برنامه کودک و نوجوان شبکه ۱ پخش شد. |
| ؟         | تله‌تئاتر «نوانخانه‌ای‌ها»      | بازیگر       | احمد آسوده                           | نویسنده: «لیدی آگوستا گریگوری» این تئاتر تلویزیونی در دهه شصت اجرا شد و داستان آن دربارهٔ دو پیرمرد است که در یک آسایشگاهِ سالمندان، خاطرات گذشته‌شان را مرور می‌کنند. |
| ۱۳۶۵      | مجموعه عروسکی «بهار، بهار»   | بازیگر       | محمد مطیع کامبیز صمیمی‌مفخم           | در نوروز ۱۳۶۶ پخش شد. کارگردان تلویزیونی: «علی‌اصغر میرزایی» |
| ۱۳۶۴–۱۳۶۳ | امیرکبیر                     | بازیگر       | سعید نیک‌پور                          | |
| ۱۳۶۲      | مخمصه                        | بازیگر       | فرهاد مجدآبادی                       | در نوروز ۱۳۶۳ از شبکه ۱ پخش شد. |
| ۱۳۶۲–۱۳۶۱ | شاه‌شکار                      | بازیگر       | سعید نیک‌پور                          | |
| ۱۳۵۹      | شاه‌دزد                       | بازیگر       | احمد نجیب‌زاده                        | در بهمن ۱۳۵۹ از شبکه ۱ پخش شد. |
| ۱۳۵۸      | تله‌تئاتر «پهلوان و جراح»     | بازیگر       | سعید نیک‌پور                          | نویسنده: «هوشنگ مرادی کرمانی» |
| ۱۳۴۹–۱۳۴۴ | سرکار استوار                 | بازیگر       | منصور پورمند پرویز کاردان پرویز صیاد | این سریال، نزدیک به ۲۰۰ قسمت داشت و پخش آن از اواسط سال ۱۳۴۶ آغاز شد و پس از وقفه‌ای، تا سال ۱۳۴۹ ادامه داشت.                                                       |